# 六分儀座28
六分儀座28，又名BD-22 4854，HD 173460、SAO 187255、HR 7046，是六分儀座的一颗恒星，视星等为5.37，位于銀經12.28，銀緯-8.94，其B1900.0坐标为赤經18h 40m 18.8s，赤緯-22° -8.94′ 49″。